# Siikainen
Siikainen (Siikais en suédois) est une municipalité de l'ouest de la Finlande, dans la région du Satakunta.

## Histoire
La paroisse est devenue autonome en 1771 après une scission d'avec Merikarvia.

## Géographie
Contrairement à beaucoup de communes du Satakunta largement dévolues à l'agriculture, les sols pauvres de Siikainen sont largement couverts de forêts et la densité de population est parmi les plus faibles de la région. L'essentiel de la petite population est concentrée dans le village principal, et les zones agricoles sont partout entourées par la forêt.
Les municipalités voisines sont  Kankaanpää à l'est, Pomarkku au sud, Merikarvia à l'ouest et enfin Isojoki au nord (Ostrobotnie du Sud).

## Démographie
Depuis 1980, l'évolution démographique de Siikainen est la suivante, :
| Année      | 1980  | 1985  | 1990  | 1995  | 2000  | 2005  |
| ---------- | ----- | ----- | ----- | ----- | ----- | ----- |
| population | 2 557 | 2 449 | 2 351 | 2 188 | 1 947 | 1 800 |
| Année      | 2010  | 2015  | 2020  |       |       |       |
| population | 1 654 | 1 527 | 1 431 |       |       |       |

## Personnalités
Siikainen est la commune de naissance d'Antti Kalliomäki, médaillé d'argent de saut à la perche des JO de Montréal 1976 et actuel ministre de l'éducation nationale (SPD). C'est aussi le lieu de naissance de l'écrivain Reijo Mäki.

## Galerie

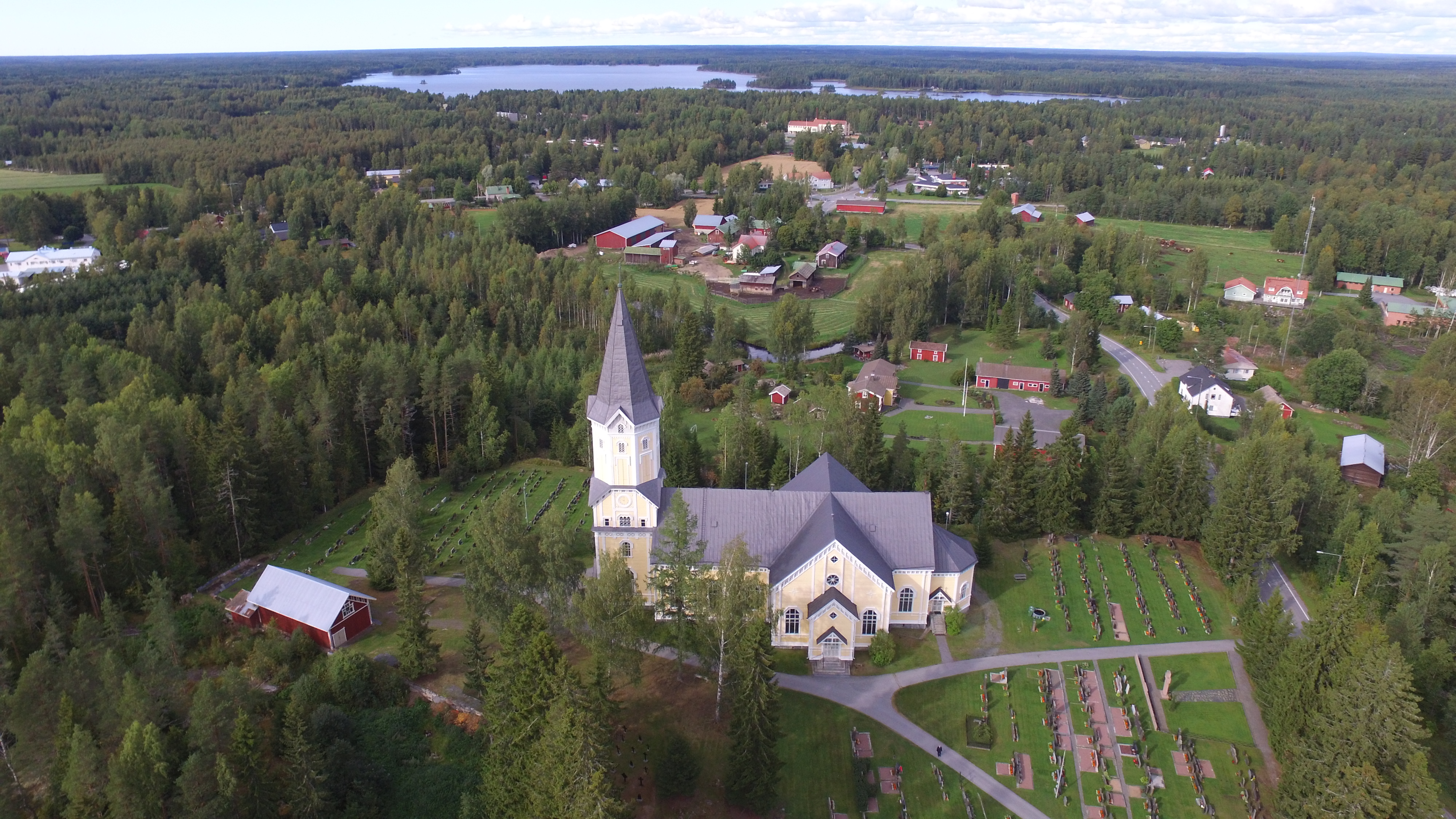
Vue de Siikainen.
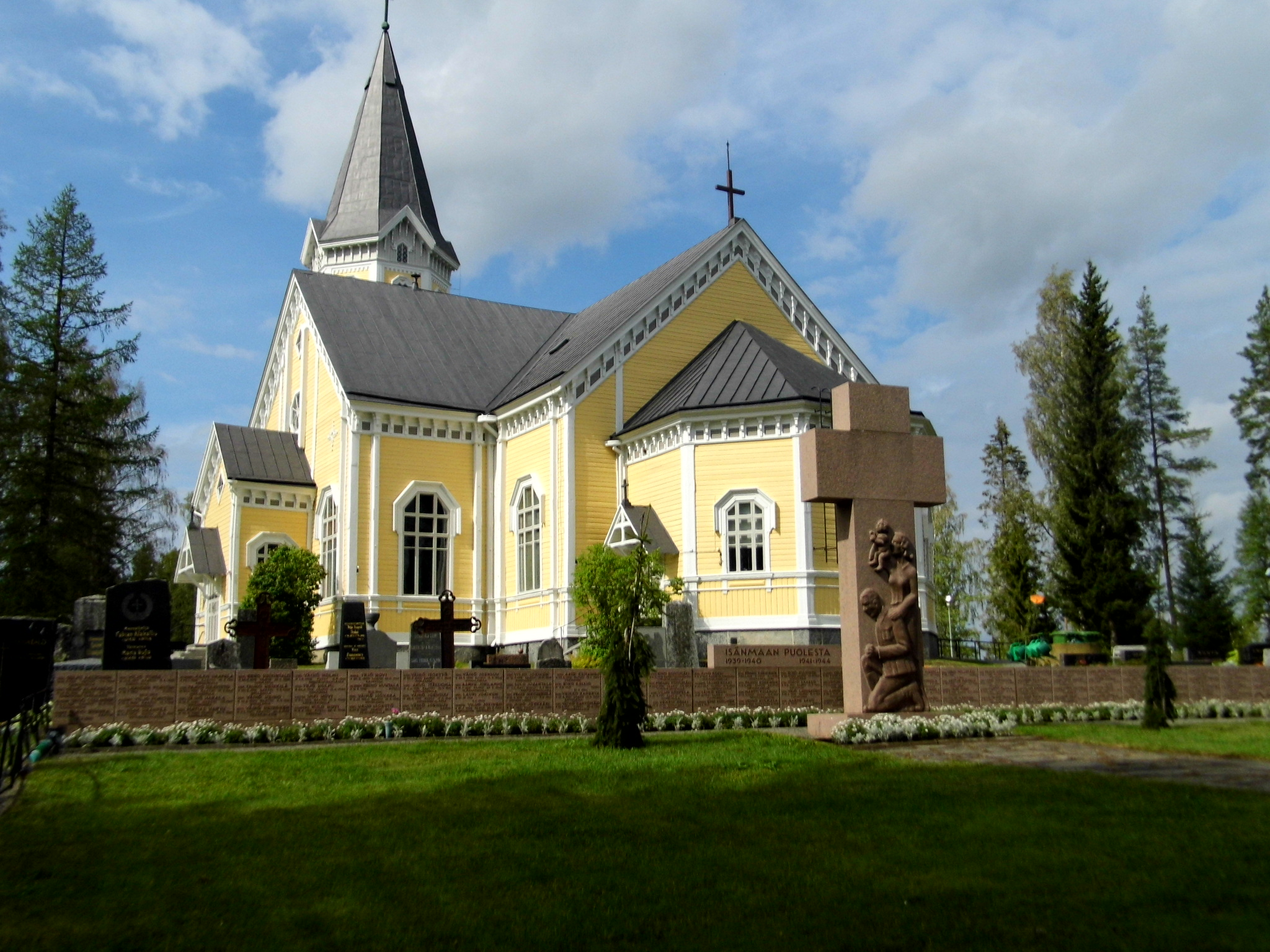
Église de Siikainen (fi)
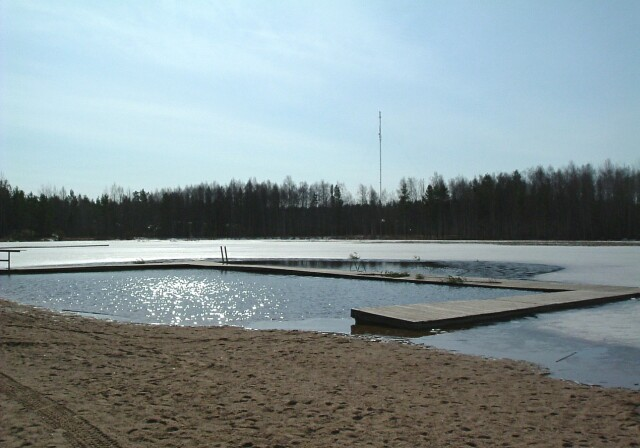
Eteläpää à Siikainen.